# سیچیرو کوریبایاشی
سیچیرو کوریبایاشی (انگلیسی: Seiichiro Kuribayashi؛ زادهٔ ۱۱ فوریهٔ ۱۹۶۵) خواننده-ترانه‌پرداز، آهنگساز، bassist، گیتارنواز، keyboardist اهل ژاپن است. وی بین سال‌های ۱۹۸۷ تا ۲۰۰۵ میلادی فعالیت می‌کرد.